# Брити

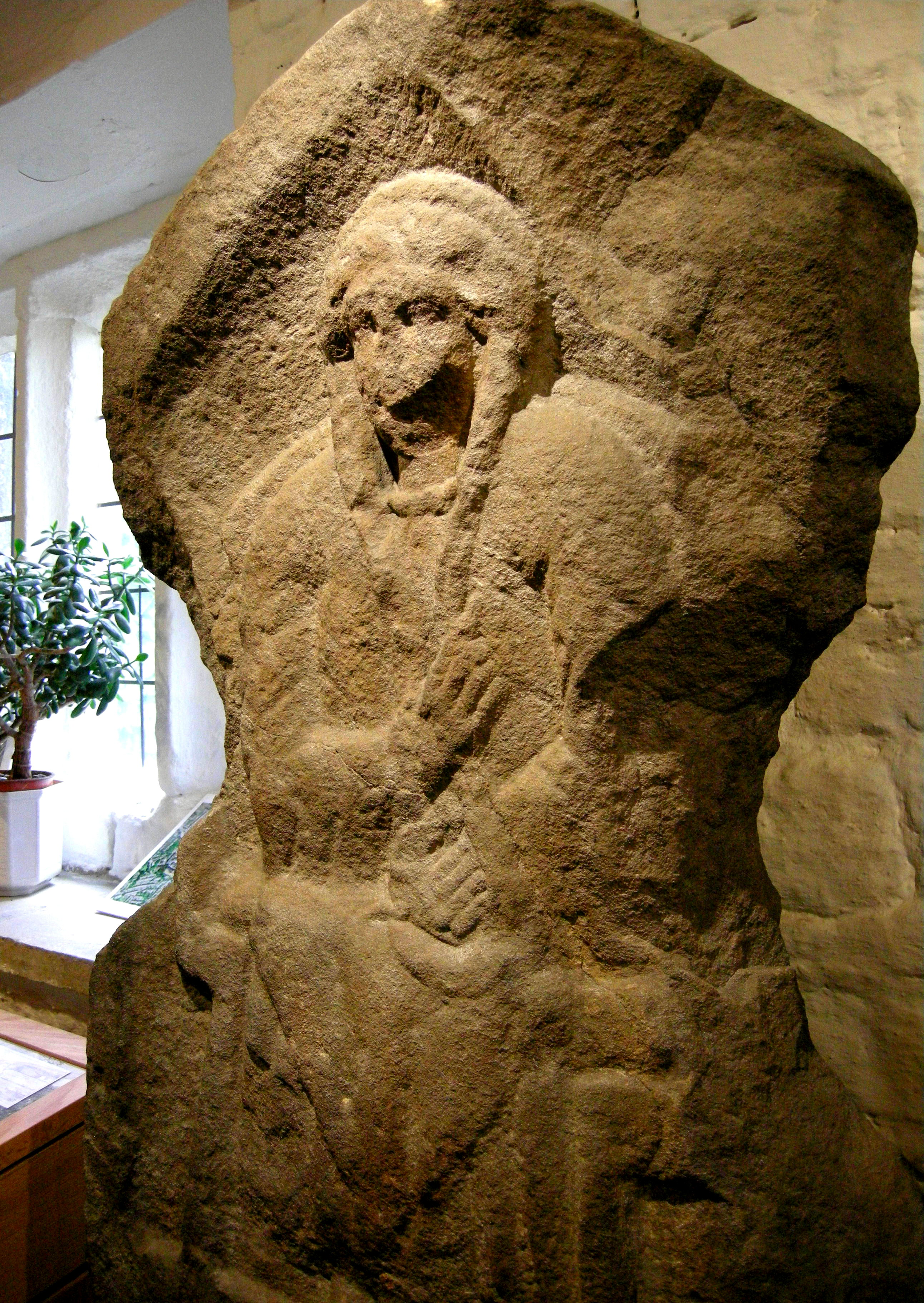
Барельєф з пісковика — бритська жінка, початок І тис. н. е.

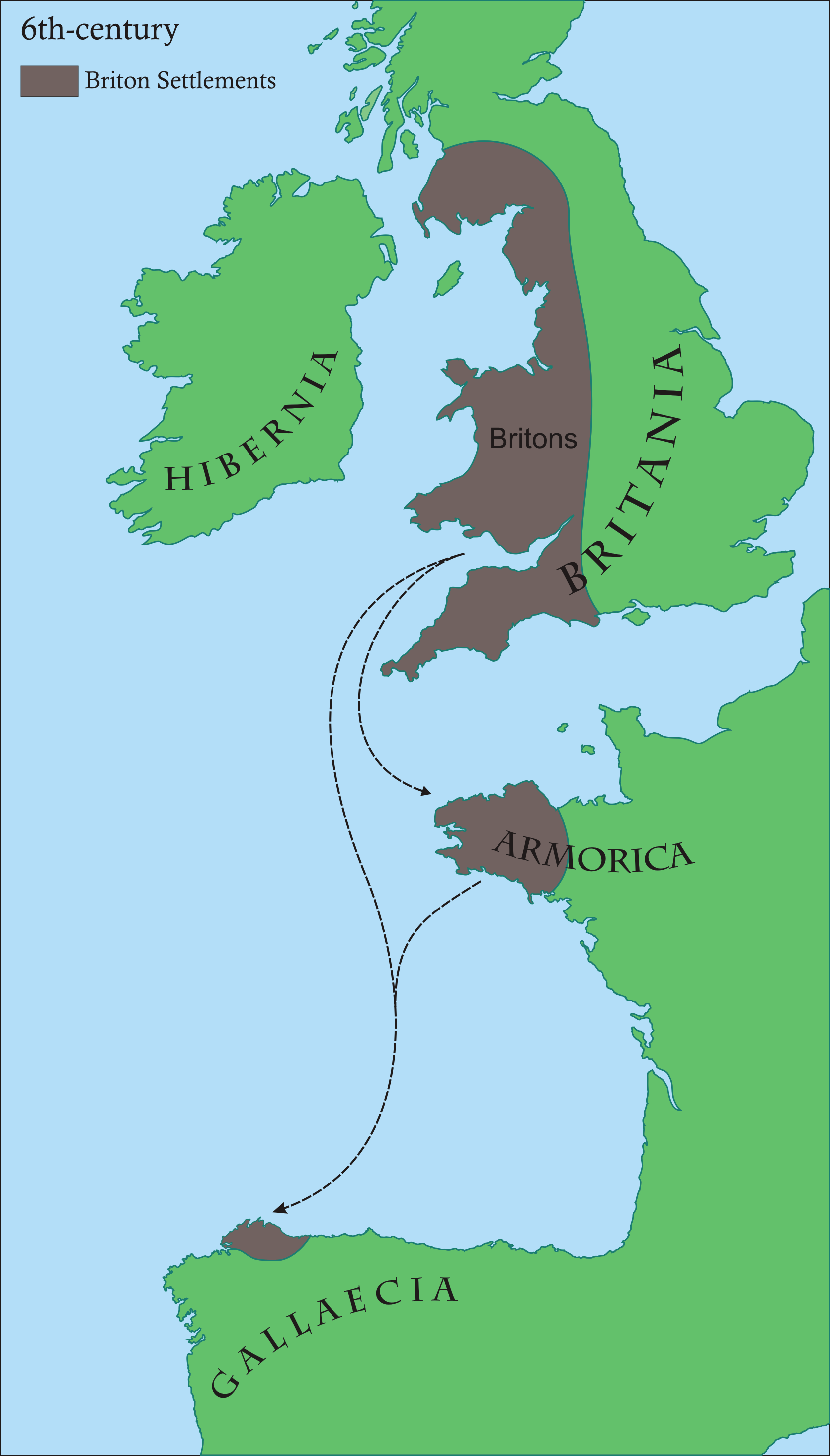
Міграція бритів після англо-сакського завоювання у VI столітті.

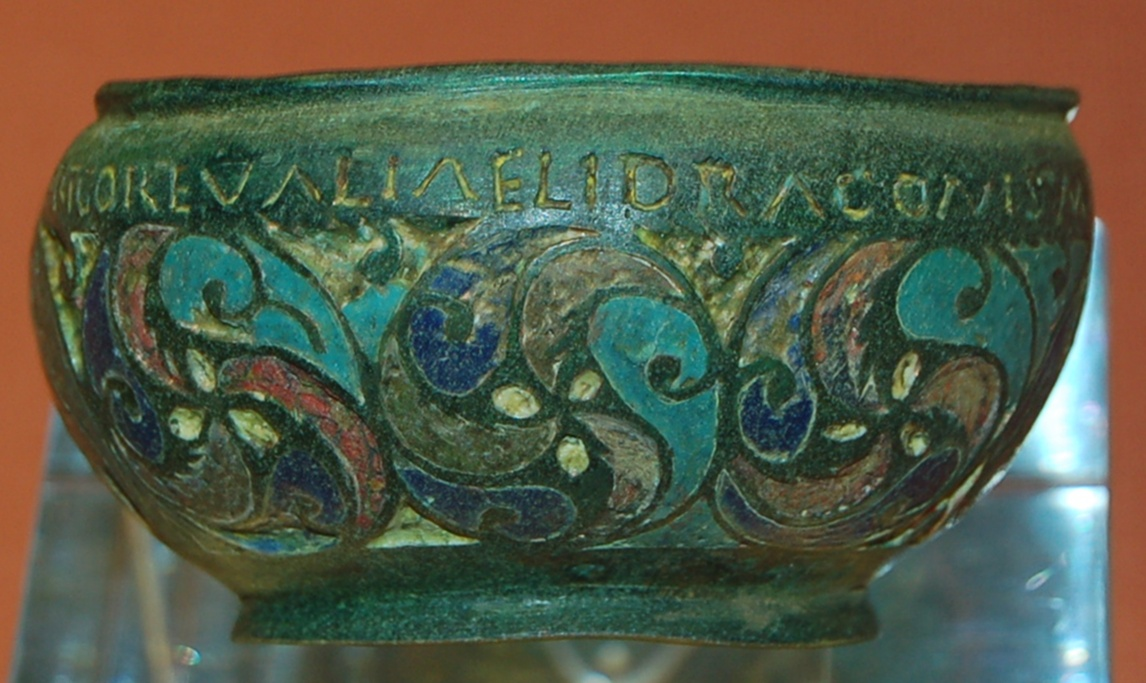
Бритська чаша «Мурландський Пан» знайдена у Стаффордширі.

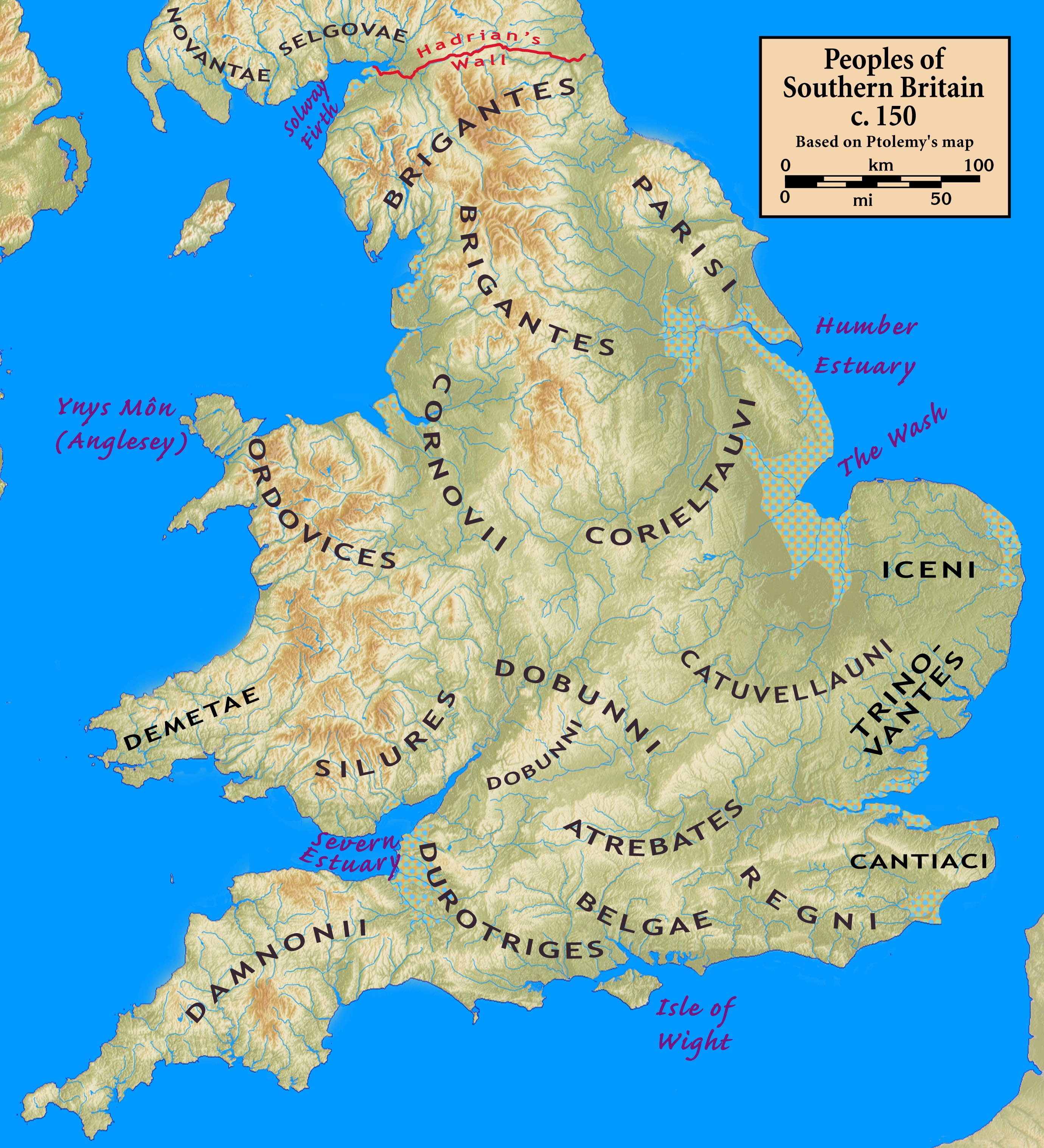
Племена бритів у І ст. до н. е.

Брити (*Pritanī, лат. Britanni, валл. Brythoniaid, англ. Britons, Brythons) — кельтські племена, які з 1-го тисячоліття до н. е. населяли Англію і від яких походить одна з її назв — Британія. З середини V до початку VII ст. брити були підкорені англосаксами. Лише в Уельсі і Шотландії брити зберігали незалежність до норманського завоювання. Частина бритів переселилась на материк (півострів Бретань у Франції).
Брити були давнім кельтським народом. Жили вони на цьому острові починаючи із залізної доби, переселившись із материка і завоювавши якісь невідомі доіндоєвропейські народи. Жили на острові в доримський, римський (романський) та построманський періоди до англо-сакського завоювання Британії. Розмовляли мовою, що нині називається загальна бритська (Common Brittonic).
Найбільш ранні свідчення про існування бритів та їх мови в історичних джерелах відноситься до залізної доби. Після римського завоювання Британії в І столітті н. е., на острові Британія виникла романо-бритська культура і вульгарна латина співіснувала з бритською мовою. Під час і після римської епохи, брити жили по всій Великій Британії на південь від затоки Ферт-оф-Форт — крім півночі острова — нинішньої гірської Шотландії, де жили пікти та гойдали (скотти). Їхні стосунки з піктами, які жили на північ від Ферт-оф-Форт, є предметом широкого обговорення, хоча більшість учених визнають, що пікти розмовляли мовою пов'язаною із загальною бритською. Хоча існує й альтернативна думка, згідно якої брити — це нащадки кельтських переселенців із материка, що асимілювали залишки місцевого автохтонного доіндоєвропейського населення, а пікти — це доіндоєвропейський народ Британських островів, що включив в себе окремі кельтські елементи.
З початком англо-саксонського завоювання Британії в 5-му столітті, бритська мова і культура була витіснена англо-сакськими, але частина мовних елементів і елементів культури ввійшли до англосакської мови та культури. Ступінь, в якій ці культурні і мовні впливи простежувались серед населення Британії досі викликає дискусії. Протягом цього періоду деякі брити мігрували до континентальної Європи і утворили значні поселення в Бретані (тепер частина Франції), а також Брітонії (Britonia) в сучасній Галісії, Іспанія. До ХІ століття, інші залишки кельтомовних бритів розділилися на окремі групи: валлійська в Уельсі, корнвольська в графстві Корнвол, бретонці в Бретані, і народ Ген Оґледд (брит. — Hen Ogledd) («Старі Норди») в південній Шотландії та північній Англії. Загальна бритська мова перетворилася на валлійську, кембрійську, корнську та бретонську мови, з яких до нашого часу збереглися валлійська, бретонська та корнська мови, інші зникли — стали мертвими мовами.

## Походження назви
Найдавніша згадка про жителів острова Британія це записи плавання Піфея — грецького географа, мандрівника, що здійснив розвідку-подорож на північ Європи, навколо Британських островів десь між 330 і 320 роками до н. е. Хоча жоден з його власних творів не зберігся, історики та письменники Римської імперії зробили багато посилань на них. Піфей називає острови ἁι Βρεττανιαι (Хай Бреттаніай) — назва потім була перекладена як Британія — Brittanic, і народи цих островів назвали Преттаніке — Prettanike, Преттаной — Πρεττανοί (Prettanoi), Прітені — Priteni, Прітані — Pritani або Претані — Pretani. До складу групи цих островів входили Ірландія, яку називали Іерне — Ierne (або Інсула Сакра «священний острів», як греки інтерпретувати його назву) або Гібернія — Hiberni, острів Британія ще називали в ті часи Алба, Альба, Альбіон — Albionum. Походження терміна Прітані — Pritani дискутується, можливо, походить від кельтського Пітеас — Pytheas — так материкові кельти — гали називали жителів островів. Інша версія походження назви прітені — від грецького слова пікті — «розмальовані». У ті часи жителі островів мали звичай наносити на тіло малюнок фарбою.
Англо-саксонські хроніки, які були складені за наказом короля Альфреда Великого близько 890 року, а потім були переписані безіменними книжниками ХІІ століття, починається з фрази: «Острів Британія 800 миль завдовжки і 200 миль в ширину, і є на острові п'ять країн: Англійська, Валлійська (або Британська), Шотландська, Піктська та Латинська. Перші мешканці британці переселились з Вірменії, і були першим населенням Британії». («Вірменія», можливо, помилкове транскрипція Арморики, область на північному заході Галлії. Можливо, це просто церковна цензура — необхідність посилатися на Ноя та всесвітній потоп.)
Латинська назва острова на початку періоду Римської імперії була Брітанні — Britanni або Бріттанні — Brittanni, після римського завоювання в 43 р н. е.

## Мова бритів
Брити говорили мовою острівних кельтів, що отримала назву "загальнобритська". Бритська мова в давні часи була поширена виключно на острові Велика Британія. Відповідно до ранньої середньовічної історичної традиції, таких джерел, як «Максен Вледіг» (Macsen Wledig), після падіння Римської імперії брити переселялись на півострів Арморика з Британії. Внаслідок цього півострів отримав назву Бретань. На самому острові Британія бритська мова трансформувалася в сучасну валійську мову та зниклі корнуольську, кембрійську, стару нордську мови. Ці мови належать до так званих Р-кельтських мов, тоді як ірландська і шотландська (гельська) мови належать до Q-кельтських мов. Вважається, що Q-кельські мови більш стародавні, а Р-кельтські мови пройшли етапи тривалої еволюції, змін і трансформації.
Бритська мова виникла з загальної кельтської мови, що в свою чергу виникла з протокельської. Острівна ізоляція бритів сприяла відокремленню бритської мови від загально кельтської. Пізніше виникли діалекти — західний і південно-західний. Західні діалекти сформували валійську (кимри) мову, кембрійську мову, мову Хен Огледд — «Старих Нордів». Південно-західні діалекти перетворилися в корнуольську та бретонську мову. Валійська та бретонська мови збереглися до сьогодні, камбрійська зникла в ХІІ столітті, корнська зникла в ХІХ столітті і відновилася наприкінці XX століття.

## Археологічні артефакти та мистецтво бритів
Теорії про розвиток культури залізної доби Британії сильно змінилися в ХХ столітті і залишаються в стадії розробки. Зміни культу Британії переважно обумовлювались хвилями міграцій з континенту, хоча археологічні культури Айлесфорд-Сварлінг, Аррас з Йоркширу не пов'язують з міграціями з континенту.
Стиль кераміки Ла Тен, який вважається маркерним для кельтського мистецтва в залізну добу, на острові Британія простежується після 300 року до н. е. Стародавні британці мали культуру подібну до кельтської культури на континенті. Є істотні відмінності в художніх стилях, тому археологічну культуру Британії того часу називають «острівна Ла Тен». Відмінності проявляються переважно в металообробці. Це чітко простежувалось ще за 100 років до римського завоювання.
Особливості культури бритів ідентифікують в деяких артефактах з римського періоду, таких як стаффордширський келих «Мурландський Пан».

## Територія
Протягом досить тривалого часу брити населяли виключно острів Велика Британія на північ до перешийку Клайд-Форт. На північ від цього перешийку жили пікти та скотти. Щодо походження піктів і їх спорідненість з бритами є багато неясного, багато суперечливих даних і гіпотез. Є версія, що мова піктів або мова частини племен піктів споріднена з бритською мовою. Зрештою, королівство піктів було поглинуте гельським королівством Дал Ріада, а пікти асимільовані гелами — скоттами — переселенцями з Ірландії. Острів Мен був в давні часи населений бритами, але потім його заселили ірландці і асимілювали місцеве населення.
У 43 році Римська імперія почала завоювати Британію. Британські племена спочатку воювали проти римських легіонів, а в 84 році римляни остаточно завоювали Британію і нинішню південну Шотландію, але далі на північ просунутись не змогли. Від території піктів вони відгородилися валом Андріана у 122 році. У 142 році римляни спробували просунутись на північ і збудували північніше вал Антоніана, але потім змушені були відступити назад за вал Андріана. Брити перебували кілька століть під владою римських імператорів, але романізація племен бритів була незначною — брити зберегли свою мову і культуру. Римська Британія припинила своє існування у 410 році нової ери. Деякий час брити були незалежними і утворили свої королівства, але потім були завойовані англо-саксами. Деякий час брити відстоювали незалежність таких своїх королівств як Корнвол, Думнонія, Регед. Незалежні бритські королівства найдовше протрималися в Уельсі. Бритські переселенці в Арморику та в Іспанію спробували утворити там свої державні утворення, але вони ніколи не визнавалися незалежними королівствами.

## Відомі та видатні брити
- Король Артур (465—545) — легендарний король бритів, історики сумніваються в його історичності.
- Амвросій Авреліан (Емріс Вледіг — Emrys Wledig) — бритський полководець.
- Боудіка — королева племені іценів, підняла невдале повстання проти римської окупації Британії в 60 році нашої ери.
- Боносус — римський полководець бритського походження, претендент на трон імператора в 280 р. н. е.
- Кадваллон ап Кадфан (Cadwallon ap Cadfan) — король Ґвінеда, воював проти англосаксів.
- Каратак — лідер бритів під час війни проти римського завоювання Британії.
- Картімандуя — королева бригантів під час і після римського вторгнення.
- Кассівелаун — керував обороною проти другої експедиції Юлія Цезаря в Британію в 54 році до нашої ери.
- Конан Меріадок — легендарний засновник Бретані.
- Когідубнус — британський вождь, пізніше став громадянином Риму і був нагороджений палацом.
- Ком — вождь племен белів та атребатів, І століття до нової ери.
- Кунедда — король і засновник королівства Гвінед.
- Кунобелінус — історичний король південної Британії між першим і другим римськими вторгненнями, правив з фортеці Камулодунон (сучасний Колчестер). Светоній писав про Калледа — короля бритів. Шекспір писав про Кімбеліна.
- Граціан — бритський аристократ та узурпатор Римської імперії в 407 році.
- Король Лот — дід святого Кентігерна, король Лотіану.
- Майлок — єпископ Брітонії (Ґалісія) в VI столітті нової ери.
- Маркус Куноморус — король Марк Корнволла і Бретані.
- Святий Патрик — це християнський місіонер, хреститель Ірландії.
- Пелагій — впливовий християнський чернець і богослов, потім єретик.
- Прасутагус — чоловік королеви Боудіки.
- Тогодумнус — лідер боротьби проти римського завоювання Британії.
- Уріен — король Регеду (сучасний Ланкашир і Камбрія).
- Вортігерн — король V століття нової ери. Запросив племена ютів в Кент.